# Stretto Sovetskij
Lo stretto Sovetskij (in russo Советский пролив; (in giapponese 珸瑤瑁水道 Goyōmai suidō; in italiano "stretto sovietico") è un braccio di mare nell'oceano Pacifico settentrionale che separa le isole della piccola catena delle isole Curili (Малая Курильская гряда) dalla penisola di Nemuro dell'isola di  Hokkaidō. Si trova ai confini sud-orientali dell'oblast' di Sachalin, in Russia, e nella sottoprefettura di Nemuro del Giappone. Lungo lo stretto corre il confine tra i due stati. 

## Geografia
Lo stretto Sovetskij collega lo stretto Južno-Kuril’skij con l'oceano Pacifico e, in particolare, divide dalla penisola di Nemuro le isole della Banka Opasnaja (Signal'nyj, Rifovyj e Storoževoj) e l'isola Tanfil’eva. La sua profondità massima è di 89 m.
Nello stretto sporgono la punta orientale di Hokkaidō, capo Nosappu, e le punte sud-occidentali di Tanfil’eva, capo Udačnyj (мыс Удачный) e capo Zorkij (мыс Зоркий). La larghezza minima dello stretto è tra capo Nosappu e Signal'nyj (3,3 km).